# FC NH
FC NH was een sport- en talentenjachtprogramma dat in de periode tussen 2007 en 2010 werd uitgezonden door de regionale omroep RTV Noord-Holland. In het programma wordt gezocht naar nieuw voetbaltalent, waarbij de jonge spelers uit Noord-Holland een plaats in een Noordhollands jeugdelftal hopen af te dwingen. De beste kandidaten komen vervolgens met dit FC NH-team uit op het internationale jeugdtoernooi Copa Amsterdam. Door de exposure in het programma, dwongen een aantal amateurspelers eveneens een contract af in het betaald voetbal.

## Geschiedenis
In januari 2007 startte RTV Noord-Holland, naar een idee van Mathijs Groenewoud, het programma FC NH, een soort Idols voor het voetbal in Noord-Holland. De kandidaten tussen de 16 en 19 jaar speelden destijds voor een Noord-Hollandse voetbalvereniging of woonden in Noord-Holland maar speelden elders.

## Seizoenenoverzicht

#### Seizoen 1
Het eerste seizoen van FC NH begon in 2007. Onder leiding van trainer en analist Ton Ojers en presentator Mathijs Groenewoud werden uit 850 inschrijvingen de beste 22 amateurvoetballers van Noord-Holland geselecteerd. Het programma had vier selectieronden, namelijk in Amsterdam (bij FC Blauw-Wit Amsterdam) in Huizen (bij SV Huizen), in Heemskerk (bij ADO '20) en in Hoorn (bij HVV Hollandia). In de uitzendingen konden de kijkers de ploeg, die inmiddels ook de bijnaam Ojers Eleven kreeg, volgen in de voorbereiding naar het Copa Amsterdam. De beste spelers werden geselecteerd en nadat het bekertoernooi dichterbij kwam, vielen er elke week spelers af. 
Met spelers als Jarchinio Antonia, Gerson Sheotahul en Dave Huymans in de gelederen begon het Noordhollands talententeam op 27 mei 2007 aan het toernooi, waar ook de jeugdteams van Ajax, Ajax Cape Town, Cruzeiro, Fenerbahçe, Glasgow Rangers en Werder Bremen aan deelnamen. De eerste wedstrijd van groep B tegen Ajax Cape Town domineerde Noord-Holland raakte de ploeg drie keer de lat, maar verloor de FC NH-ploeg in de blessuretijd met 0–1 uit een counter. Van de acht clubs, eindigde FC NH op de vijfde plaats.

#### Seizoen 2
In het tweede seizoen deed FC NH weer mee aan de Copa Amsterdam van 2008. Door onenigheid met de directie van RTV Noord-Holland besloot Ton Ojers te stoppen als trainer en technisch directeur en werd hij vervangen door Karel Bonsink. Samen met presentator Mathijs Groenewoud stelde hij uit 750 inschrijvingen wederom een team samen. In 2008 eindigde FCNH weer op de 5e plaats. Overwinningen op AZ (1-0) en Ajax Cape Town (3-1) en nederlagen tegen Valencia (0-1) en Atletico Mineiro (0-1). Meest opvallende speler was de Amsterdamse voetballer Moestafa El Kabir (afkomstig van Blauw-Wit), die enkele maanden later bij N.E.C. zijn debuut maakt in de eredivisie. Dankzij FC NH verdienden twee spelers van amateurclub RKAV Volendam, Kees Tol en Robert Plat, een contract in het betaald voetbal bij respectievelijk SC Cambuur en FC Zwolle.

#### Seizoen 3
Het derde seizoen van het televisieprogramma FC NH was in 2009. Het werd net als seizoen 1 gepresenteerd door Groenewoud en Bonsink en werd er weer deelgenomen aan de Copa Amsterdam. Naast de Noord-Hollandse ploeg namen onder andere Real Madrid, Chelsea, Ajax en AZ deel. FCNH speelde in poule A tegen Ajax, Chelsea en het Mexicaanse Chivas Guadalajara. Technisch directeur Karel Bonsink had dit keer de keus uit 900 spelers, een recordaantal inschrijvingen sinds de start in 2007.

#### Seizoen 4
Voor het vierde seizoen kwamen rond de 800 aanmeldingen binnen, waaruit ongeveer 200 voetballers zijn gekozen die vervolgens in een trainingskamp en een cyclus van vijf oefensessies met elkaar de strijd aangaan en er uiteindelijk 20 spelers overblijven. Het team werd getraind door Roy Wesseling. Ton Ojers keert terug als technisch directeur. Tussen 22 en 24 mei 2010 neemt het talententeam van RTV Noord-Holland het op tegen AFC Ajax, Sevilla en Fluminense in het toernooi om de Copa Amsterdam.

## Bekende deelnemers
Hieronder volgt een lijst met bekende deelnemers die als jeugdvoetballer aan het programma FC NH hebben deelgenomen zijn:
| - Jarchinio Antonia - Moestafa El Kabir - Dave Huymans |  | - Jeffrey Mols - Gerson Sheotahul - Kees Tol |